# 黑化

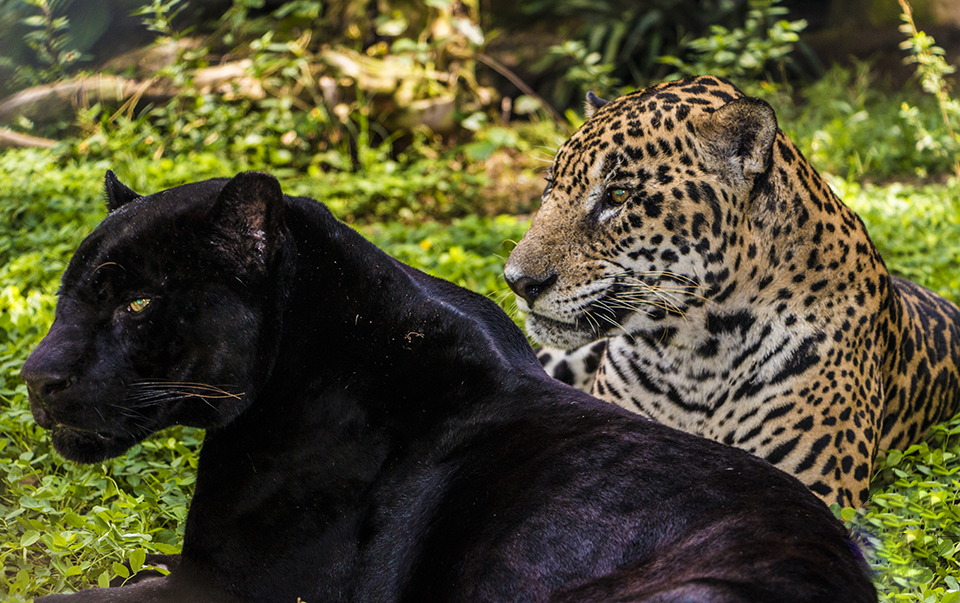
黑色美洲豹被认为是一个不同的物种，但其实这两只都是美洲豹。

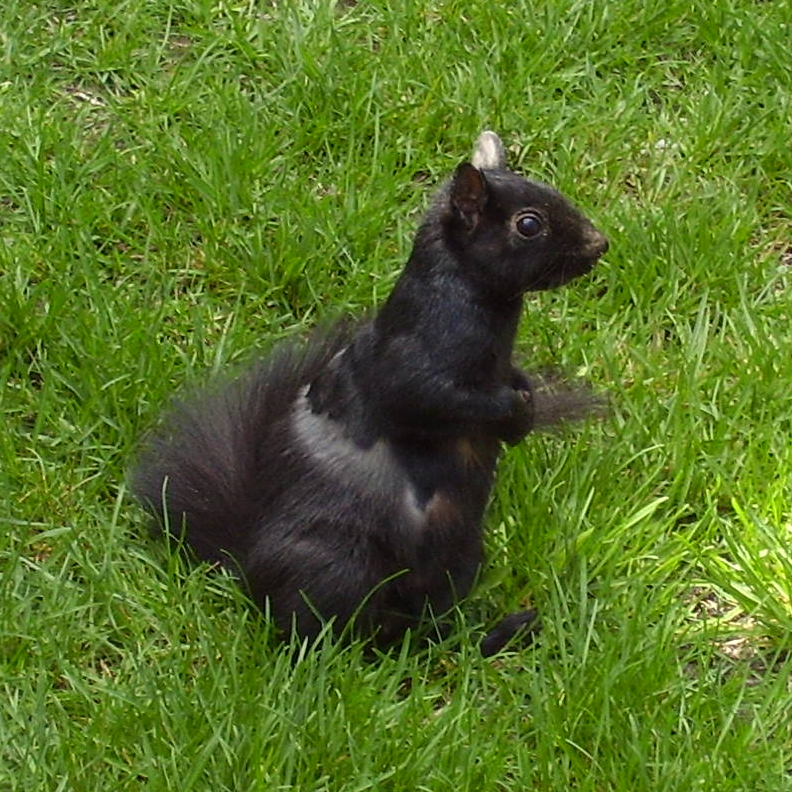
加拿大一只黑化的灰松鼠

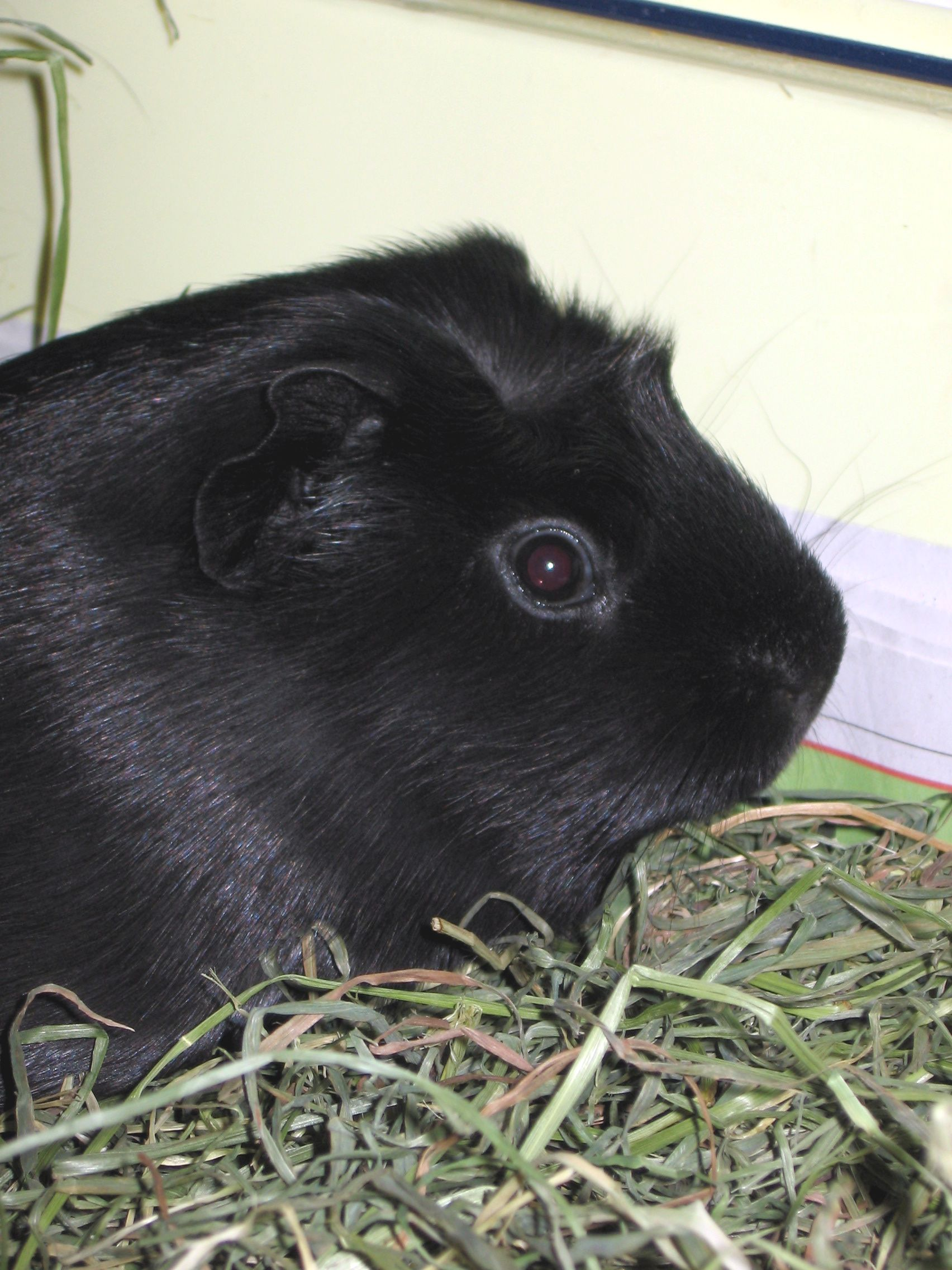
黑化的豚鼠相对罕见，安第斯的治疗师们认为这种豚鼠在仪式中非常有效果。

黑化（英語：Melanism）是深颜色的黑色素在皮肤（或皮肤附属物，如毛发）当中逐步建立的过程，与白化症相反。
假性黑化（英語：Pseudo-melanism，也称），是另一种色素变化，表现为黑点或条纹增大。黑色在动物身上覆盖面积变大，导致动物看起来像是黑化。
若是因病變而發生，稱為黑變病。

## 各種動物
許多動物中都有一定比例的個體帶有黑化基因，例如黑貓和黑豹。大約7%的美洲豹是黑化型態。烏骨雞是人工選殖的黑化品系。黑化個體在有些情境下比其他個體更適應環境，例如因為工廠排放造成樹幹變黑時，黑化的樺尺蠖比較不容易被天敵發現。